# واسیل کیریینکا
واسیل کیریینکا (بلاروسی: Васіль Кірыенка؛ زادهٔ ۲۸ ژوئن ۱۹۸۱) یک دوچرخه‌سوار اهل بلاروس است.
از افتخارات وی میتوان به کسب مدال طلا تایم تریل در مسابقات قهرمانی دوچرخه‌سواری جاده جهان ۲۰۱۵ و مدال طلا مسابقات قهرمانی دوچرخه‌سواری پیست جهان ۲۰۰۸ اشاره کرد.